# Вербляны (Яворовский район)
Вербляны (укр. Вербляни) — село в Яворовской городской общине Яворовского района Львовской области Украины.
Население по переписи 2001 года составляло 615 человек. Занимает площадь 4 км². Почтовый индекс — 81017. Телефонный код — 3259.

## Ссылки

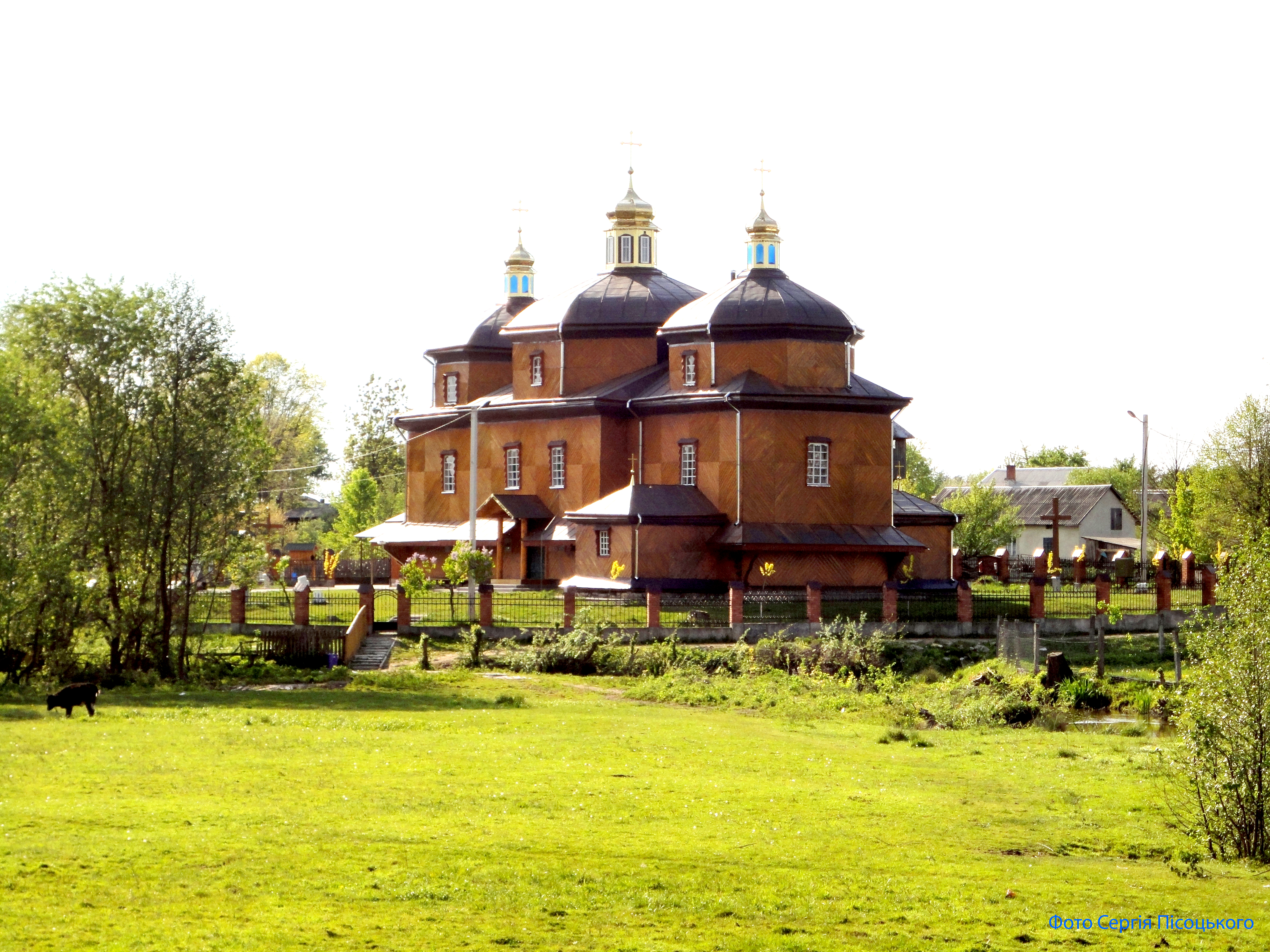
Церковь Рождества Пресвятой Богородицы